# Арарат Мирзојан
Арарат Мирзојан (јерм. Արարատ Միրզոյան; Јереван, 23 новембар 1979) јерменски је политичар који тренутно обавља функцију председника Народне скупштине Јерменије. 

## Политичка каријера
Као оснивач Странке грађанског уговора, кандидовао се у оквиру Савеза за излаз на парламентарним изборима 2017. године и изабран је за представника трећег изборног округа, који се састоји од јереванских насеља Малатиа-Себастиа и Шенгавит.
Као противник Сержа Саргсјана, Мирзојан је играо кључну улогу у јерменској револуцији усмереној против Саргсијановог преласка са места председника на место премијера. 11. априла 2018. године запалио је димне бакљу током говора у Народној скупштини да би скренуо пажњу на планиране протесте, који су на крају резултирали Саргсјановом оставком.
У мају 2018. године, након што је Никол Пашињан заменио Саргсјана на месту премијера, Мирзојан је именован за првог потпредседника владе у новој администрацији, због чега је морао да се одрекне посланичког места у парламенту.
У марту 2020. године, састао се са председницом Народне скупштине Републике Србије, Мајом Гојковић у Београду и потписали су Меморандум о разумевању између Народне скупштине Јерменије и Народне скупштине Србије.
Ујутро 10. новембра 2020. демонстранти су заузели зграду парламента и извукли Мирзојана из аутомобила, захтевајући да знају где се налази премијер Никол Пашињан, који је само неколико сати раније најавио мировни уговор са Азербејџаном за окончање рата око Нагорно-Карабаха. Мирзојана је претукла руља, а касније је пребачен у болницу, где је оперисан и речено је да је у добром стању.

## Професионална каријера
Пре него што је ушао у политику, Мирзојан је радио код низа послодаваца у Јерменији, укључујући музеј-институт Јерменског геноцида, ХСБЦ банку Јерменија, новинску агенцију РЕГНУМ и Међународну фондацију за изборне системе.